# Passiflora setacea
Passiflora setacea är en passionsblomsväxtart som beskrevs av Dc.. Passiflora setacea ingår i släktet passionsblommor, och familjen passionsblomsväxter. Inga underarter finns listade i Catalogue of Life.

## Bildgalleri

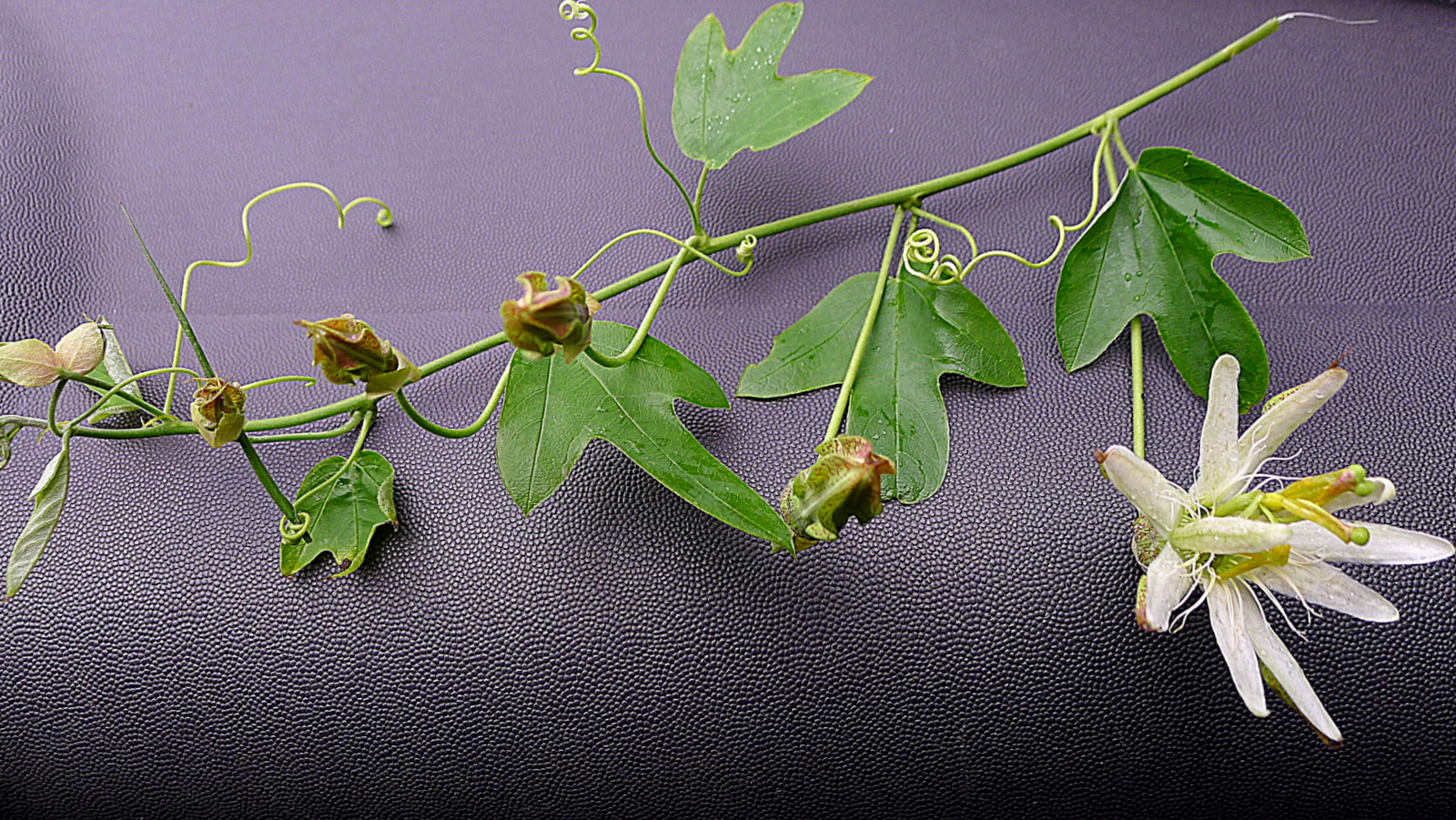
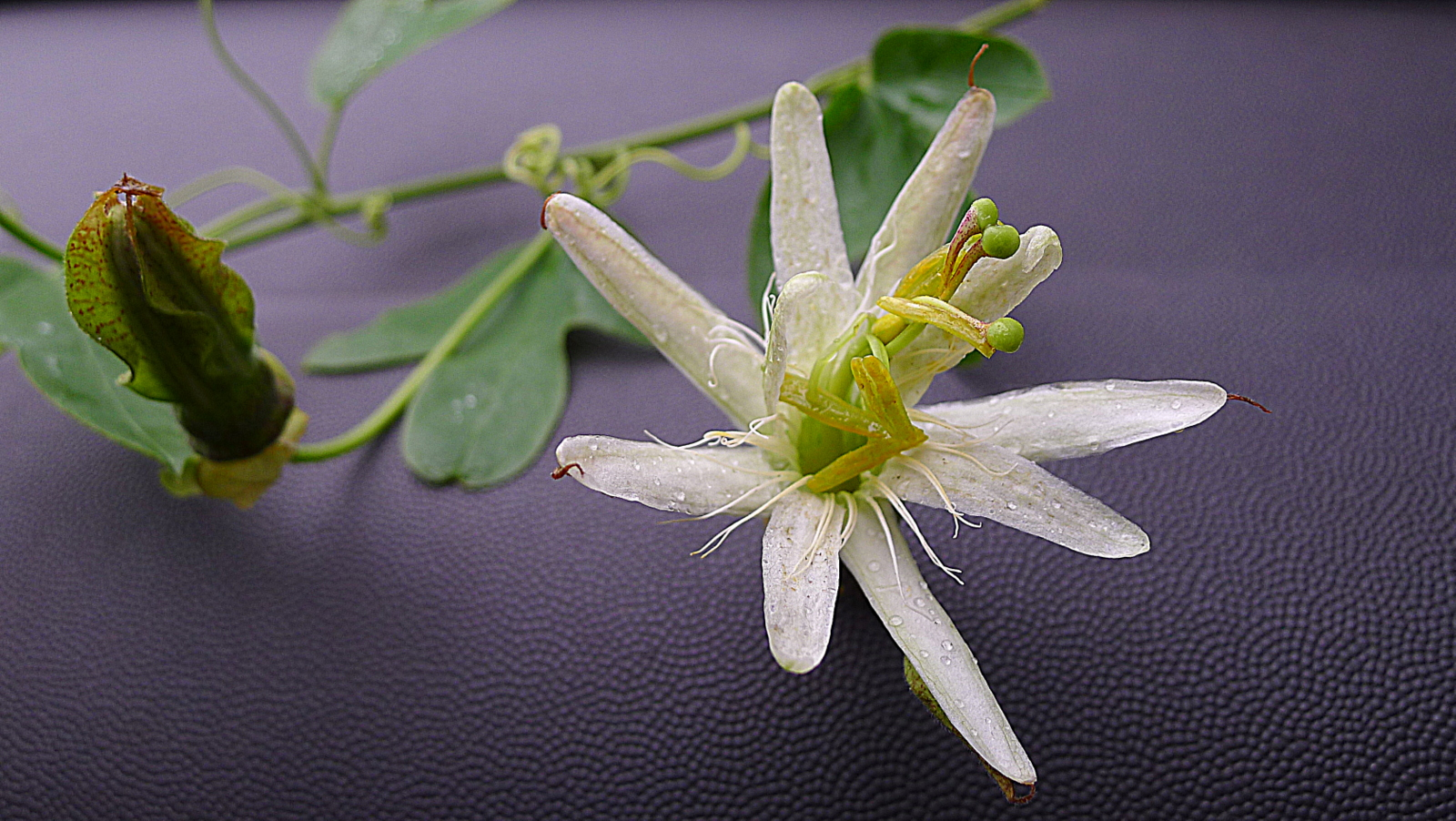
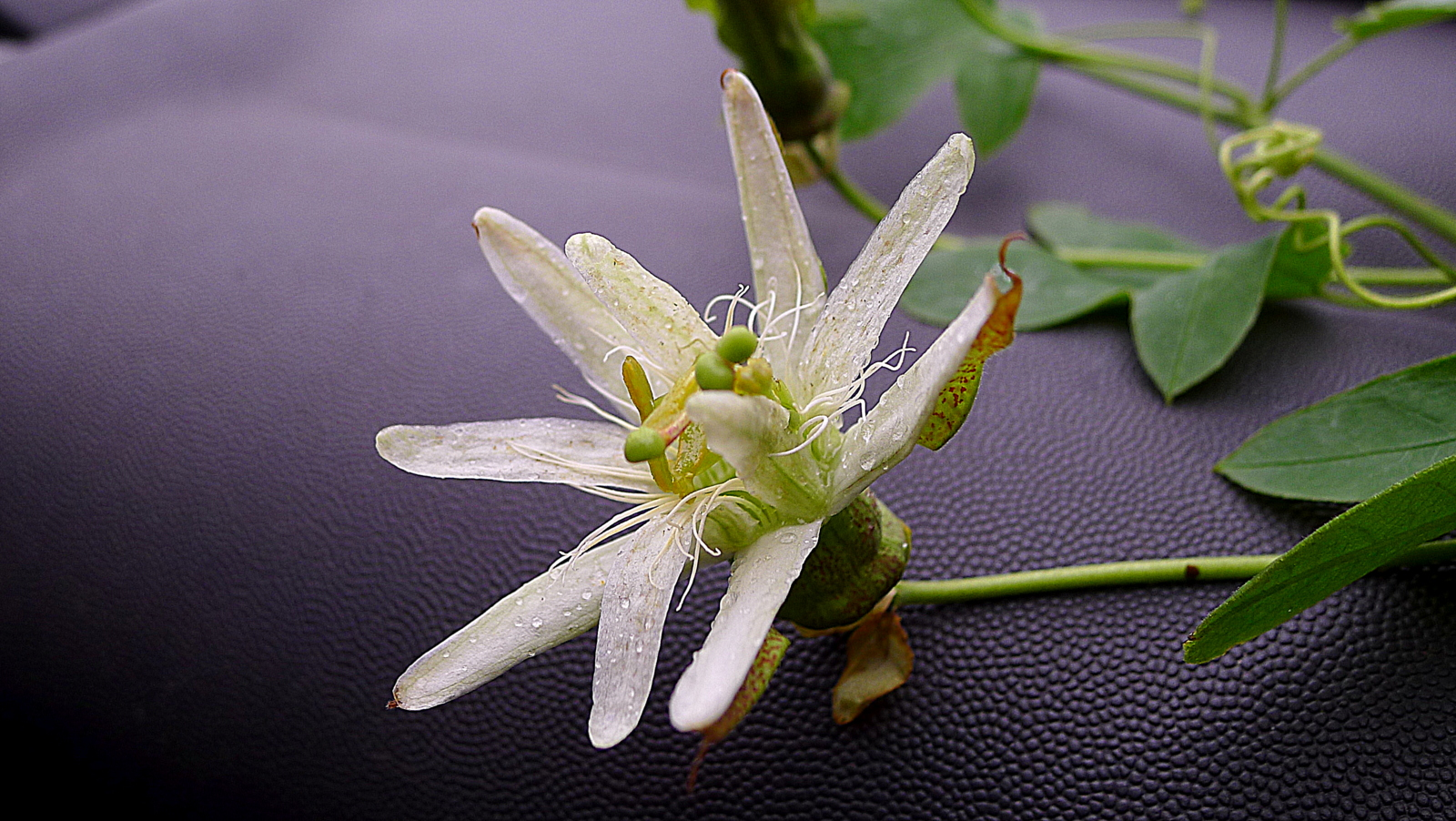
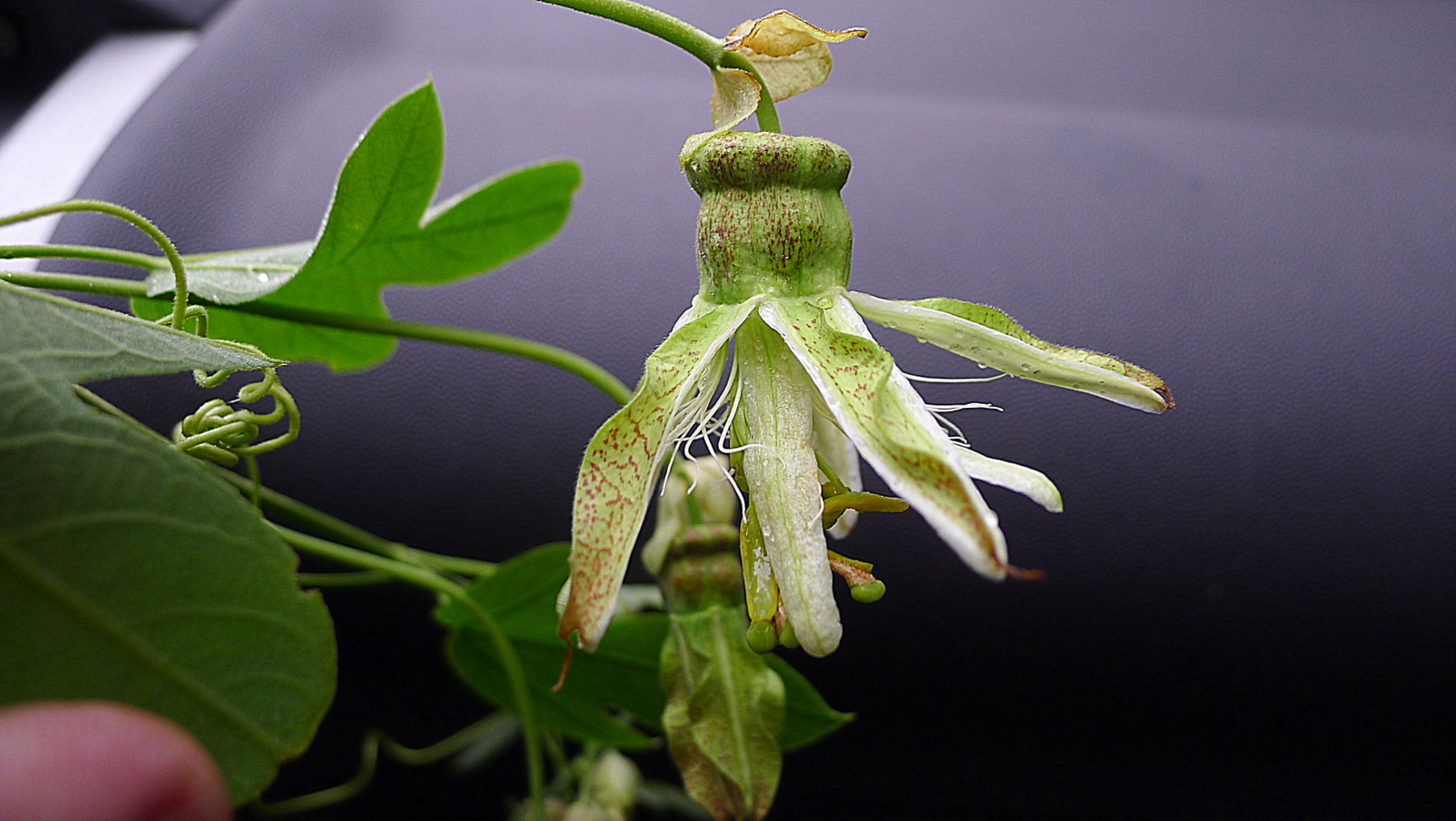